# Marosfelfalu

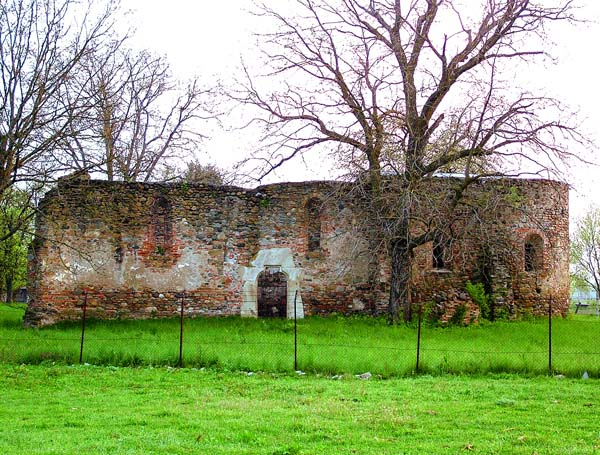
a református parókia udvarán álló templomrom

Marosfelfalu (románul Suseni, németül Pränzdorf, Oberdorf) falu Romániában Maros megyében, Marosfelfalu község központja.

## Fekvése
Szászrégentől 5 km-re északkeletre a Maros jobb partján fekszik.

## Története
A falu területe már a bronzkorban lakott terület volt amint az 1924-ben felszínre kerülő bronzleletek is bizonyítják. 1924 tavaszán, a pala kitermelése során a téglagyár melletti bányából egy bronz letétet találtak, amely i.e. a XII. századból való. Az ép tárgyakból és darabokból álló kincset a Marosvásárhelyi Történelmi és Régészeti Múzeumba szállították, összesen 91 darabot, többek közt lándzsa hegyek, fejszék, sarlók, karkötők, kések, kardok, fibulák. A legszebb, az akkori művészet egyik legtökéletesebb képviselője egy bronzkori fibula, bross, amely Maros megye jelképévé vált, megjelenik 1998-tól a megye és 2011-től Felfalu címerén.
1319-ben Feelfolu néven említik először. Régi temploma a 13. század második felében épült, valószínűleg a IV. Béla által betelepített szászok emelték a Maros egyik holtágának jobb partján. Omladozó maradványai a református parókia kertjében láthatók. Mai református temploma 1913-ban épült, ekkor a régi templomot elhagyták. 1427-ben egy minorita kolostort említenek itt, melynek nyoma nincs. 1910-ben 1228, többségben magyar lakosa volt, jelentős román és cigány kisebbséggel. A trianoni békeszerződésig Maros-Torda vármegye Régeni felső járásához tartozott. 1992-ben 1461 lakosából 681 magyar, 603 román, 175 cigány, 2 német volt.

## Kultúra
Marosfelfaluban 2005-ben alakult a Bíborka Néptáncegyüttes. Az együttes vezetője Kovács Hajnal, oktató koreográfus Duka Szabolcs-Attila. Repertoárjukban megtalálhatóak Erdély különböző vidékeinek táncai, valamint táncszínházi produkciók is: "...táncra születtem...", Magunk sorsa felől stb. Az együttes 2006-tól tagja a Romániai Magyar Néptánc Egyesületnek.